# Killer Elite
Killer Elite är en australiensisk-brittisk långfilm från 2011 i regi av Gary McKendry, med Jason Statham, Clive Owen, Robert De Niro och Dominic Purcell i rollerna. Filmen bygger på romanen The Feather Men av Ranulph Fiennes.

## Handling
Året är 1981. Danny Bryce (Jason Statham) har dragit sig tillbaka från sitt yrke som legosoldat och lönnmördare, men tvingas snart återvända till sitt gamla liv då han kallas till Oman där hans gamla kollega Hunter (Robert De Niro) hålls fången. Han träffar agenten (Adewale Akinnuoye-Agbaje) som förmedlat Hunters ärende. Danny får reda på att Hunter misslyckat med ett jobb värt 6 miljoner dollar, om han inte kan slutföra det kommer Hunter att avrättas.

## Rollista
| Jason Statham            | – Danny               |
| Clive Owen               | – Spike               |
| Robert De Niro           | – Hunter              |
| Dominic Purcell          | – Davies              |
| Aden Young               | – Meier               |
| Yvonne Strahovski        | – Anne                |
| Ben Mendelsohn           | – Martin              |
| Adewale Akinnuoye-Agbaje | – Agent               |
| Grant Bowler             | – Captain James Cregg |
| Matthew Nable            | – Pennock             |